# Jodorowsky's Dune
Jodorowsky's Dune è un film del 2013 diretto da Frank Pavich. È un documentario sul progetto mai realizzato di Alejandro Jodorowsky di produrre un film di fantascienza ispirato al romanzo Dune di Frank Herbert.

## Trama
Forte del relativo successo al botteghino delle sue pellicole precedenti, il regista, attore e scrittore cileno Alejandro Jodorowsky, come lui stesso esplicita all'inizio del film, nella metà degli anni settanta accarezza l'idea di realizzare un'opera colossale e visionaria che, utilizzando l'ispirazione prodotta dal ciclo di romanzi di Frank Herbert iniziato con Dune attraverso il registro della fantascienza e del fantasy metta in scena le idee e l'estetica della cultura psichedelica della fine degli anni sessanta.
Jodorowsky's Dune documenta le peripezie di questo progetto cinematografico fantascientifico tramite il racconto e i ricordi dello stesso Jodorowsky e l'animazione dei disegni preparatori originali del film. Il film, infatti, si rivela molto ambizioso e costoso, basti pensare al cast che nelle idee di Jodorowsky prevedeva come attori personaggi come Orson Welles, Mick Jagger e Salvador Dalí e una colonna sonora eseguita, tra gli altri, dai Pink Floyd. La pellicola pertanto non verrà mai realizzata dal regista cileno per difficoltà produttive, sostanzialmente per il rifiuto da parte dei produttori hollywoodiani ad assegnare la regia di un tale colossal fantascientifico a Jodorowsky.
Tuttavia il progetto del film, grazie soprattutto alla realizzazione di un prezioso storyboard, nella cui realizzazione sono coinvolti vari artisti allora poco noti come, Chris Foss, H.R. Giger e Moebius, si rivela in grado di suggestionare l'immaginario hollywoodiano dell'epoca e di anticipare se non addirittura influenzare, a detta del regista, la space opera per eccellenza: Guerre stellari. In effetti molti degli artisti reclutati nella fase preparatoria del Dune di Jodorowsky saccheggeranno o ricicleranno dal progetto di Jodorowsky numerose idee per la realizzazione di film di grande successo commerciale, quali ad esempio Alien e il già citato Guerre stellari. Successivamente il progetto verrà realizzato da David Lynch con il film Dune del 1984, ma sarà un fiasco commerciale.
Pur deluso e risentito per la mancata realizzazione del film, Jodorowsky s'affiderà al fumetto per la concretizzazione in immagini di questo progetto, realizzando con Moebius il capolavoro fumettistico del ciclo de l'Incal.